# Coca-Cola Cup 1997/98
Der Coca-Cola Cup 1997/98 war ein Drei-Nationen-Turnier, das vom 17. bis zum 24. April 1998 in den Vereinigten Arabischen Emiraten im One-Day Cricket ausgetragen wurde. Bei dem zur internationalen Cricket-Saison 1997/98 gehörenden Turnier nahmen die Mannschaften aus Australien, Indien und Neuseeland teil. Im Finale konnte sich Indien mit 6 Wickets gegen Australien durchsetzen.

## Vorgeschichte
Australien und Indien bestritten zuvor zusammen mit Simbabwe ein Drei-Nationen-Turnier in Indien, Neuseeland eine ODI-Serie gegen Australien.

## Format
In einer Vorrunde spielte jede Mannschaft gegen jede zwei Mal. Für einen Sieg gab es zwei, für ein Unentschieden oder No Result einen Punkt. Die beiden Gruppenersten qualifizierten sich für das Finale und spielten dort um den Turniersieg.

## Stadion
Der folgende Austragungsort wurde für das Turnier ausgewählt.
| Stadion                             | Stadt   | Kapazität | Spiele                |
| ----------------------------------- | ------- | --------- | --------------------- |
| Sharjah Cricket Association Stadium | Sharjah | 27.000    | 1. – 6. Spiel; Finale |

## Spiele

### Vorrunde
Tabelle
| Teams      | Sp. | S | N | U | R | NR | BP | Punkte | NRR    |
| ---------- | --- | - | - | - | - | -- | -- | ------ | ------ |
| Australien | 4   | 4 | 0 | 0 | 0 | 0  | 0  | 8      | +0.788 |
| Indien     | 4   | 1 | 3 | 0 | 0 | 0  | 0  | 2      | −0.331 |
| Neuseeland | 4   | 1 | 3 | 0 | 0 | 0  | 0  | 2      | −0.401 |

Sieg: 2 Punkte; Remis: 1 Punkte
Spiele
| 17. April Scorecard | Sharjah | Indien 220-9 (50)          | – | Neuseeland 205 (47.5) |
|                     |         | Indien gewinnt mit 15 Runs |   |                       |

| 18. April Scorecard | Sharjah | Neuseeland 159 (48.4)            | – | Australien 160-4 (36.5) |
|                     |         | Australien gewinnt mit 6 Wickets |   |                         |

| 19. April Scorecard | Sharjah | Australien 264-9 (50)          | – | Indien 206 (44) |
|                     |         | Australien gewinnt mit 58 Runs |   |                 |

| 20. April Scorecard | Sharjah | Indien 181 (49.3)                | – | Neuseeland 183-6 (49) |
|                     |         | Neuseeland gewinnt mit 4 Wickets |   |                       |

| 21. April Scorecard | Sharjah | Neuseeland 259-5 (50)            | – | Australien 261-5 (47.5) |
|                     |         | Australien gewinnt mit 5 Wickets |   |                         |

| 22. April Scorecard | Sharjah | Australien 284-7 (50)                       | – | Indien 250-5 (46/46) |
|                     |         | Australien gewinnt mit 26 Runs (D/L method) |   |                      |

Spiel wurde kurzzeitig für einen Sandsturm unterbrochen.

### Finale
| 24. April Scorecard | Sharjah | Indien 272-9 (50)            | – | Australien 275-4 (48.3) |
|                     |         | Indien gewinnt mit 6 Wickets |   |                         |

## Desert Storm
Das Turnier wurde allgemein auch unter der Bezeichnung Desert Storm bekannt. Vor dem letzten Gruppenspiel musste Indien entweder gewinnen oder eine bessere Net Run Rate als Neuseeland erzielen. Nachdem Australien vorgelegt hatte, trat ein Sandsturm auf, der das Spiel kurzzeitig unterbrach. Daraufhin war es Sachin Tendulkar der mit einem Century die erforderliche Run-Zahl erzielte, damit sich Indien für das Finale qualifizierte. Im Finale war es wieder Tendulkar, der Indien mit einem Century zum Sieg führte und damit das Turnier für sein Team entschied.